# Wawrzyniec Wąż
Wawrzyniec Wąż herbu Ślepowron (zm. przed 20 kwietnia 1647 roku) – chorąży mielnicki od 1639 roku.
Poseł na sejm 1639 roku.